# Rozdzielnica tablicowa

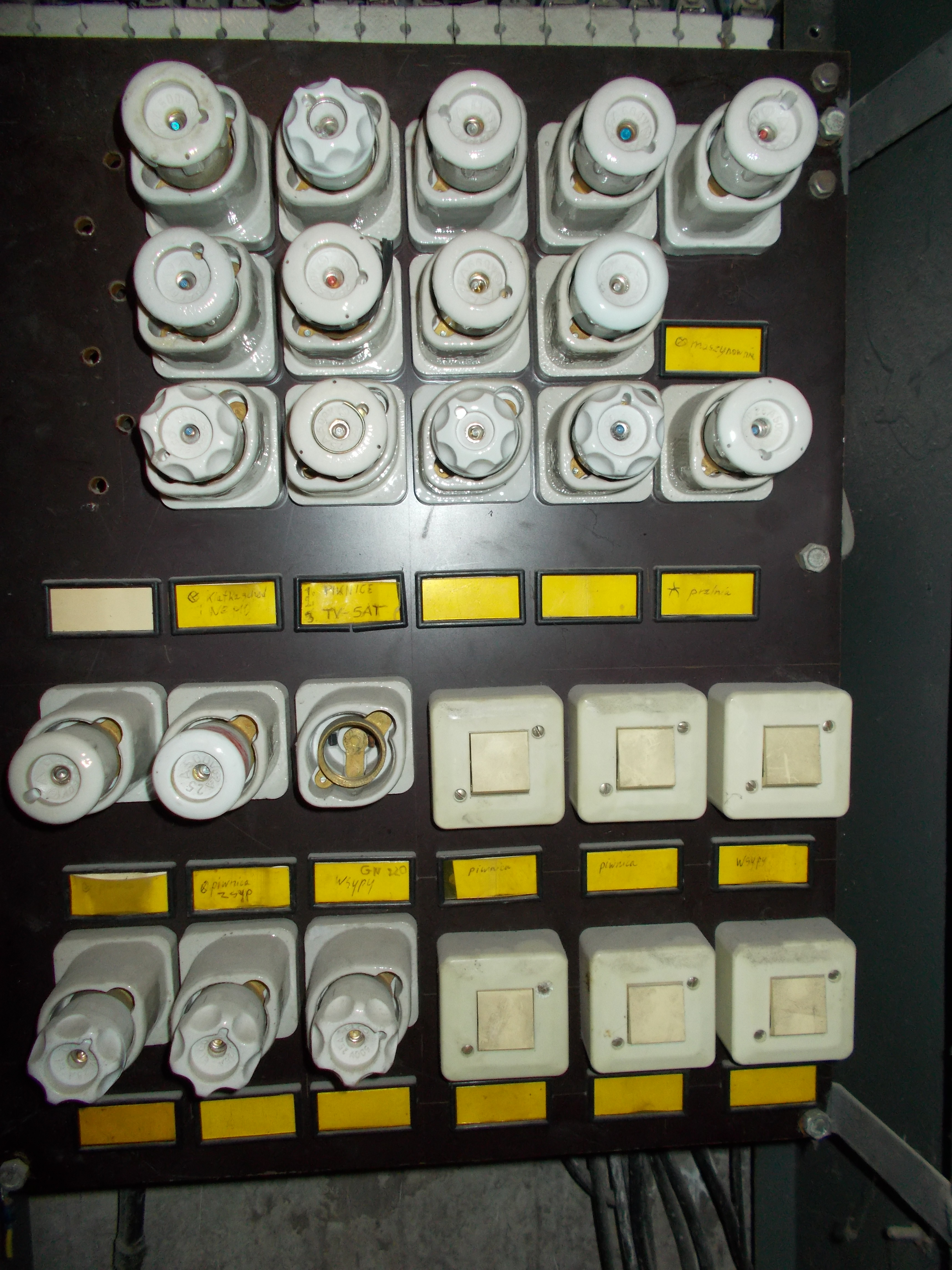
Rozdzielnica elektryczna tablicowa. Przykład montażu aparatów rozdzielczych w rozdzielnicy administracyjnej budynku wielorodzinnego (blok mieszkalny)

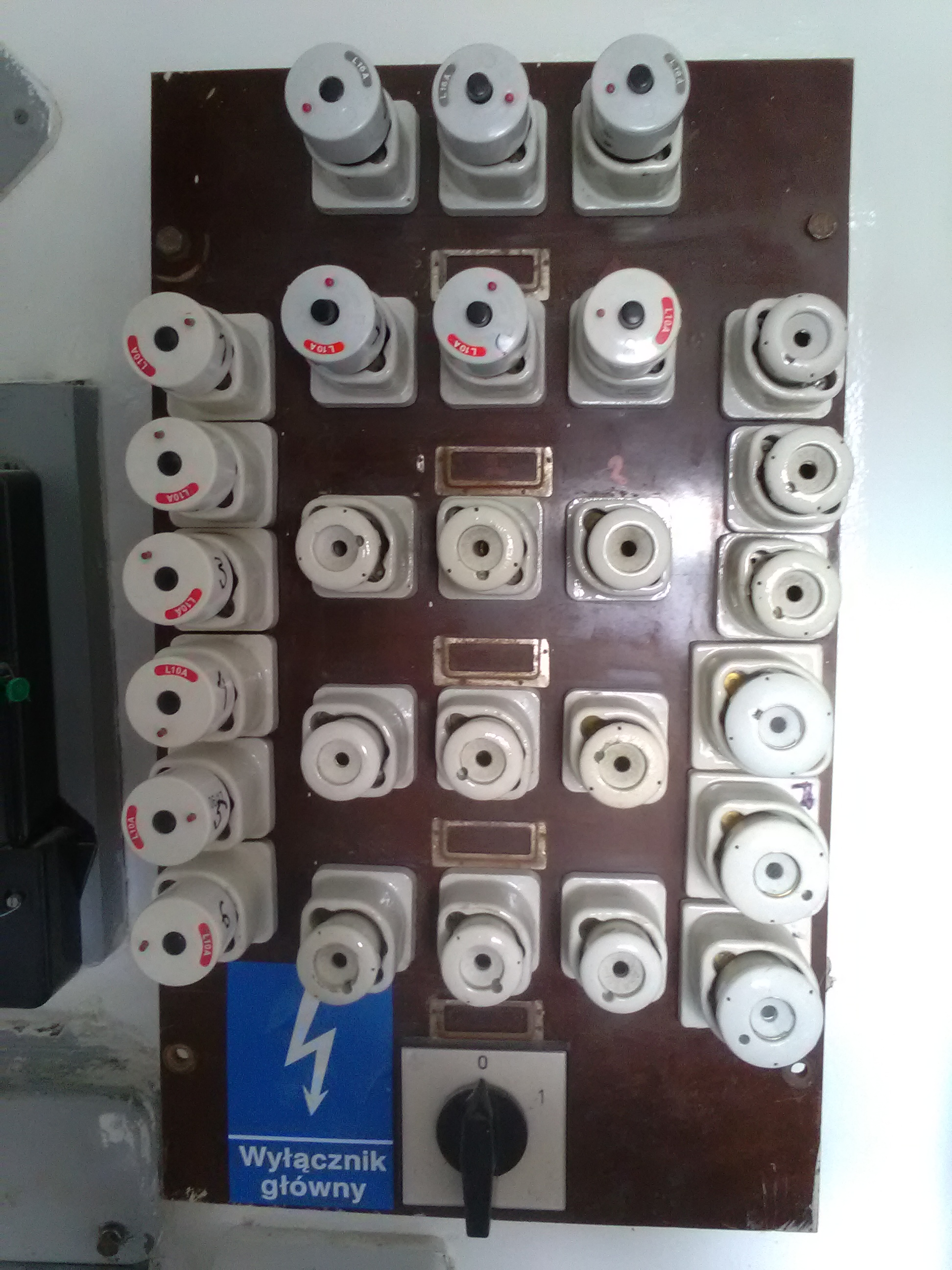
Rozdzielnica elektryczna tablicowa. Przykład budowy rozdzielnicy w budynku warsztatowo-biurowym.

Rozdzielnica tablicowa (tablica rozdzielcza) – zestaw zawierający urządzenia łączeniowe lub zabezpieczenia (bezpieczniki lub małogabarytowe wyłączniki) skojarzone z jednym obwodem odbiorczym lub większą ilością obwodów odbiorczych, zasilanych z jednego lub większej ilości obwodów zasilających wraz z zaciskami przyłączowymi do przyłączania przewodu neutralnego i ochronnego PE. Rozdzielnice tablicowe mogą także zawierać urządzenia sygnalizacyjne i inne aparaty sterownicze. Może być wyposażona w łączniki izolacyjne które jednak mogą być umieszczone oddzielnie poza daną tablicą.
Napięcie, jakie jest rozdzielane przy ich pomocy w Polsce, to 400 V oraz 230 V (dawniej 380 V oraz 220 V), a natężenie od około 20 A do około 100 A, dlatego rozdzielnice tablicowe znajdują zastosowane głównie w budynkach mieszkalnych, szkołach, szpitalach, placach budów i innych obiektach nieprzemysłowych o niewielkich mocach znamionowych. Wyposażenie montowane jest wewnątrz skrzynki rozdzielczej na tablicy wykonanej z materiału izolacyjnego. Połączenia elektryczne między aparatami wykonane są za tablicą. 
Zamontowane mogą w nich być: liczniki energii elektrycznej, bezpieczniki, wyłączniki różnicowoprądowe, wyłączniki nadmiarowe oraz styczniki.